# Naja katiensis
Naja katiensis, també coneguda com a «Cobra de Mali» o «Cobra de Kati», és una espècie de serp del gènere Naja, de la família Elapidae.

## Troballa i distribució
La serp va ser descrita per primera vegada pel naturalista Angel, l'any 1831, i es pot trobar als següents països africans: Benín, Burkina Faso, Camerun, Ghana, Guinea, Costa d'Ivori, Mali, Gàmbia, Mauritània, Niger, Nigèria, Senegal, Togo.

## Hàbitat i característiques
Es tracta d'una espècie de serp verinosa i de comportament agressiu que no arriba a superar els 2 metres de longitud.